# 木村圭吾 (行司)
木村 圭吾（きむら けいご、本名：山田健、1971年12月22日 - 1995年1月7日）は、二子山部屋に所属していた大相撲の行司であった。最高位は幕下格。長野県飯田市出身。

## 概要
1987年3月、二子山部屋に入門。3月場所で初土俵を踏む。
1993年1月場所幕下格昇進。巡業の先発の書記や場内放送などを担当した。
1994年12月30日午前2時過ぎ、中野区の二子山部屋で門限に遅れて締め出されたため、その部屋の2階から入ろうとしたが転落し、その際に頭を打ち、意識不明となった。都内の病院に搬送され、頭蓋骨骨折と脳内出血による緊急手術を受けたが、意識不明で重体の状態が続いた。
年が明けて1月場所初日前日の1月7日に脳挫傷のため23歳で死去した。翌日葬儀が行われ、立行司の29代木村庄之助が行司代表として弔辞を読んだ。この日は庄之助として初めて土俵に上がった日でもあった。

## 履歴
- 1987年3月場所 - 木村圭吾の名で初土俵[3]。
- 1987年5月場所 - 序ノ口格[3]。
- 1989年1月場所 - 序二段格昇進[3]。
- 1991年1月場所 - 三段目格昇進[3]。
- 1993年1月場所 - 幕下格昇進[3]。
- 1994年11月場所 - 実質の最終場所。
- 1995年1月7日 - 死去[3]。
- 1995年1月場所 - 番付に掲載された最終場所。